# Berilo
Berilo är en kommun i Brasilien.   Den ligger i delstaten Minas Gerais, i den sydöstra delen av landet, 600 km öster om huvudstaden Brasília. Antalet invånare är 12 307.
Omgivningarna runt Berilo är huvudsakligen savann. Runt Berilo är det ganska glesbefolkat, med 25 invånare per kvadratkilometer.